# Distretto di Pararín
Il distretto di Pararín è un distretto del Perù nella provincia di Recuay (regione di Ancash) con 1.251 abitanti al censimento 2007 dei quali 366 urbani e 885 rurali.
È stato istituito fin dall'indipendenza del Perù.